# Ambatomainty (district)
Ambatomainty is een district van Madagaskar in de regio Melaky. Het district telt 27.876 inwoners (2011) en heeft een oppervlakte van 3792 km², verdeeld over 4 gemeentes. De hoofdplaats is Ambatomainty.